# Annie M.G. Schmidt-prijs
De Annie M.G. Schmidtprijs is een Nederlandse onderscheiding voor het beste theaterlied dat in het voorgaande jaar is uitgevoerd in een Nederlands theater. De prijs is vernoemd naar de Zeeuwse dichteres en schrijfster Annie M.G. Schmidt.
De prijs wordt sinds 1991 uitgereikt door de Stichting Buma Cultuur voorheen Conamus en het Amsterdams Kleinkunst Festival. Het kan gezien worden als de opvolger van de Louis Davids-prijs. Sinds 2016 is gekozen voor een nieuwe opzet met zes nominaties. De bedoeling is om daarmee te laten zien hoeveel mooie liedjes er worden geschreven en zo de positie van het Nederlandstalige kleinkunstlied te verstevigen.
De prijs bestaat uit een bronzen borstbeeld van Annie M.G. Schmidt gemaakt door Frank Rosen en 3500 euro en is beschikbaar gesteld door Buma Cultuur. De jury werd vele jaren voorgezeten door Jacques Klöters, zijn functie is sinds 2022 overgenomen door Jurrian van Dongen. De verdere samenstelling van de jury wisselt door de jaren heen.

## Lijst van winnaars
- 2024: Tom van Kalmthout en Bart Rijnink - Voor Een Meisje
- 2023: Alex Klaasen (tekst), Peter van de Witte (muziek) - 152W96TH street
- 2022: Flip Noorman - Ze Weten Wie Je Bent[2]
- 2021: Joost Spijkers (zang), Peer Wittenbols (tekst), Arend Niks en Andreas Suntrop (muziek) - Welkom thuis
- 2020: Christine de Boer en Yentl Schieman (Yentl en de Boer) - Het is begonnen
- 2019: Alex Klaasen, Jurrian van Dongen (tekst), Peter van de Witte (muziek) - Gewoon Opnieuw
- 2018: Patrick Nederkoorn, Jan Beuving (tekst) en Tom Dicke (muziek) - Die Geur
- 2017: Wende Snijders - Voor alles, gebaseerd op een gedicht van Joost Zwagerman
- 2016: Kiki Schippers en Rolf Verbaant - Er spoelen mensen aan
- 2015: Jan Rot - Stel dat het zou kunnen
- 2014: Christine de Boer en Yentl Schieman (Yentl en de Boer) - Ik heb een man gekend
- 2013: Gerard van Maasakkers, Peer Wittenbols en Mike Roelofs - Mijn kind
- 2012: Jan Beuving, Nico Brandsen en Angela Groothuizen - Vinkeveen
- 2011: Egbert Derix en Gerard van Maasakkers - Zomaar Onverwacht
- 2010: Brigitte Kaandorp en Theo Nijland - Lente
- 2009: Arthur Japin, Martijn Breebaart en Sara Kroos - Nachtkaravaan
- 2008: Dorine Wiersma - Stoute Heleen
- 2007: Wende Snijders - De wereld beweegt
- 2006: Daniël Lohues - Annelie
- 2005: Jeroen van Merwijk - Dat vinden jongens leuk
- 2004: Freek de Jonge (muziek: Robert Jan Stips) - Vergeet mij niet
- 2003: Lenette van Dongen en Erik de Jong (Spinvis) - Voor ik vergeet
- 2002: Jeroen Zijlstra - Durgerdam slaapt
- 2001: Erik van Muiswinkel en Diederik van Vleuten - Tibetlied
- 2000: Maarten van Roozendaal - Red mij niet
- 1999: Alex Roeka - Noem 't geen liefde
- 1998: Kees Torn - Streepjescode
- 1997: Jurrian van Dongen, Martin van Dijk, Jenny Arean en Lucretia van der Vloot - Halleluja, Amen
- 1996: Jan Boerstoel, Marnix Busstra en Karin Bloemen - Geen kind meer
- 1995: The Shooting Party (Theo Nijland, Coen van Vrijberghe de Coningh, Han Oldigs) - Kaal
- 1994: Bram Vermeulen - Een doodgewone jongen
- 1993: -
- 1992: Jan Boerstoel, Martin van Dijk en Jenny Arean - Iemand moet het doen
- 1991: Harrie Jekkers en Koos Meinderts - Terug bij af

## Lijst van juryleden
- 2024: Jurrian van Dongen (voorzitter), Bernd van den Bos, Carolien Borgers, Eva Bauknecht, Bertram van Alphen, Hijlco Span, Joy Wielkens, Marcel Bijlo en Meral Polat
- 2023: Jurrian van Dongen (voorzitter),  Bertram van Alphen, Cor Bakker, Eva Bauknecht, Haytham Safia, Hijlco Span, Amir Vahidi en Joy Wielkens
- 2022: Jurrian van Dongen (voorzitter), Cor Bakker, Eva Bauknecht, Meral Polat en Sietse van Gorkom
- 2021: Jurrian van Dongen (voorzitter), Cor Bakker, Eva Bauknecht, Jeanine la Rose en Hijlco Span
- 2020: Jacques Klöters (voorzitter), verdere leden onbekend
- 2019: Jacques Klöters (voorzitter), Doris Baaten, Hijlco Span, Martijn Breebaart en Hanneke Drenth
- 2018: Jacques Klöters (voorzitter), Doris Baaten, Hijlco Span, Martijn Breebaart, cabaretier Johan Hoogeboom, Marcel Bijlo, Jetta Starreveld, cabaretier Hanneke Drenth en Kick van der Veer.
- 2017: gelijk aan 2016
- 2016: Jacques Klöters (voorzitter), Doris Baaten, presentator Hijlco Span, theatermaakster Anne van Rijn en Martijn Breebaart
- 2015: Jacques Klöters (voorzitter), theaterdirecteur Lidwien Vork, componist Marcel Breebaart, Marjolijn Touw en Frans Mulder
- 2014: Jacques Klöters (voorzitter), theaterdirecteur Nel Oskam, Cor Bakker, Marjolijn Touw en Frans Mulder